# Cesária Évora
Pour les articles homonymes, voir Évora (homonymie).
Cesária Évora (prononciation : /sɨˈzaɾiɐ.ˈɛvuɾɐ/) est une chanteuse cap-verdienne, née le 27 août 1941 à Mindelo (au Cap-Vert alors sous domination portugaise) et morte le 17 décembre 2011 à São Vicente.
De sa voix grave et douce, elle popularise auprès du grand public mondial la morna, genre musical du Cap-Vert, ainsi que sa variante rapide, la coladeira. Sa carrière d'enregistrement et de scène s'étend sur cinquante-quatre ans, de 1957 à 2011, mais son succès n'intervient qu'au début des années 1990.
Elle est désignée par plusieurs surnoms : la « Diva aux pieds nus » (Diva dos pés descalços), en référence à son habitude à se produire pieds nus sur scène, la « Reine de la morna » (Rainha da morna), ou encore « Cize », une abréviation de son prénom.
Au cours de sa carrière, elle chante majoritairement dans sa langue maternelle, en créole capverdien, et aussi en espagnol ou en français, d'où le titre de son morceau La Diva aux pieds nus. Elle se produit dans les plus grandes salles du monde, dont l'Olympia à Paris.

## Biographie

### Famille, enfance et ses débuts

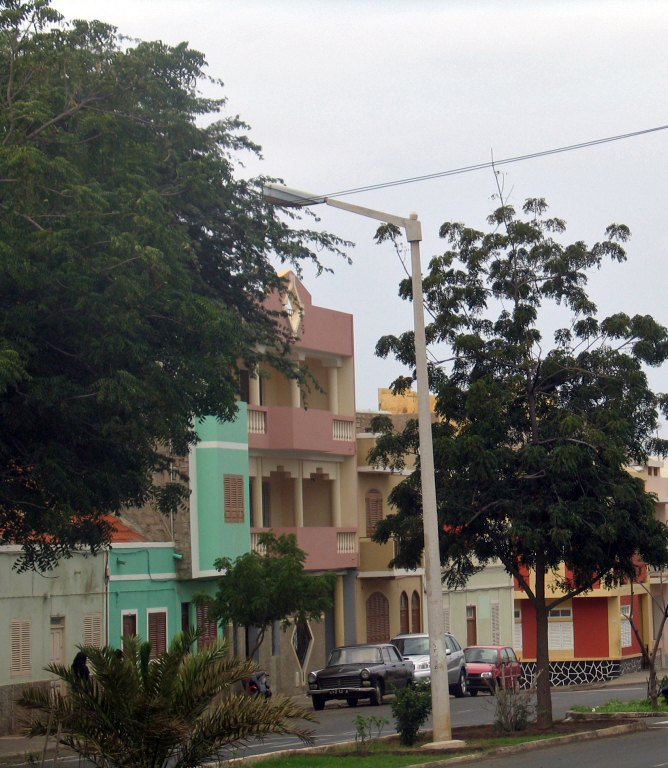
Maison de Cesária Évora.

Cesária Évora naît en 1941 dans la paroisse civile de Mindelo à São Vicente. Fille de Justino da Cruz Évora et de Dona Joana, elle est issue d’une famille nombreuse et pauvre, de sept enfants[réf. nécessaire]. Son père, guitariste et violoniste, utilise comme instruments le cavaquinho, la guitare classique ainsi que le violon. Sa mère est cuisinière.
Alors qu'elle est âgée de sept ans, son père meurt brutalement. À la suite de cet événement, sa mère la place dans un orphelinat jusqu'à l'âge de treize ans. Là-bas, elle intègre la chorale où elle apprend à chanter.
C'est à l'âge de seize ans que Cesária Évora rencontre Eduardo, marin et guitariste portugais. Il lui apprend la musique cap-verdienne et les musiques traditionnelles, et l'incite à chanter dans les bars et les cafés avec d'autres musiciens.
À vingt ans, elle rencontre Gregorio Gonçalves (alias Goy), un guitariste cap-verdien. Grâce à celui-ci Cesária Évora chante sur une radio locale, la Radio Barlavento ; sa notoriété augmente dans toutes les îles du pays après son passage à la radio elle enregistre quelques musiques. Deux bandes enregistrées, 45-tours,[pas clair] ont été éditées en albums aux Pays-Bas ainsi que dans le pays colonisateur, le Portugal.

### Le retrait
Dans les années 1970, Cesária Évora est reconnue comme chanteuse dans tout le Cap-Vert qui, avant 1975, fait encore partie de l'Empire colonial portugais.
À la suite de l'indépendance du pays le 5 juillet 1975, le pays est dirigé par le Parti africain pour l'indépendance du Cap-Vert. Celui-ci instaure un système politique monopartiste, ce qui entraîne la fermeture de bars et de cafés. Les revenus de Cesária Évora baissent et elle met un terme à sa carrière.

### Le retour
Cesária Évora plonge dans un silence de dix ans. À l'occasion de la célébration des dix ans de l'indépendance du Cap-Vert, poussée par son amie Isaura Gomes, elle enregistre un album à Lisbonne en compagnie d'autres artistes capverdiennes.
En 1987 sa carrière est prise en main par José da Silva, un cheminot français dont la famille maternelle est originaire de Mindelo, qui l’a entendue dans une discothèque cap-verdienne lors de son passage à Lisbonne. Paraît alors l’album La Diva aux pieds nus qui contient une coladeira aux accents de zouk, Bia Lulucha, qui devient un tube dans la communauté cap-verdienne.
Son deuxième album, Distino di Belita est un échec. Mar Azul, totalement acoustique, sort fin 1991 et sa carrière démarre. D'abord à Angoulême, puis au New Morning de Paris. Mais c’est avec l’album Miss Perfumado sorti en 1992 et la chanson Sodade que le succès naît auprès du grand public. Cette chanson parle du travail forcé des Cap-Verdiens dans les plantations de cacao de Sao Tomé-et-Principe par le pouvoir colonial portugais.
De 1992 à 1999, Cesária Évora mène une carrière internationale, elle chante avec Caetano Veloso, Marisa Monte, travaille pour Emir Kusturica, ou avec Linda Ronstadt.
En 1999, l’album Café Atlântico, le plus vendu de tous ses disques, atteint les 770 000 exemplaires.
En 2004 Cesária Évora reçoit un Grammy Award du meilleur album world music pour l'album Voz d'Amor (400 000 exemplaires vendus) et une Victoire de la musique, la deuxième, après celle de 1999 pour Café Atlantico. Elle participe cette année à l'album Gaïa pour la préservation de l'environnement, où elle interprète Jangadéro, composée par Alan Simon.
En 2009, Cesária Évora est nommée chevalière de la Légion d'honneur par la ministre de la Culture et de la Communication Christine Albanel.

### Fin de vie
En septembre 2011, Cesária Évora met fin à sa carrière et annule les concerts à venir à la suite de problèmes de santé. Elle a déjà subi plusieurs opérations chirurgicales dont une opération à cœur ouvert en mai 2010. Cesária Évora meurt, le 17 décembre 2011, à l'hôpital Baptista de Sousa, de São Vicente, des suites d'une insuffisance respiratoire.

### Hommages
La République du Cap-Vert, qui avait déjà rendu hommage à Cesária Évora avec une série de trois timbres émis en 2003, décrète trois jours de deuil national pour son décès, et baptise de son nom en 2012 l'aéroport de Mindelo, à proximité duquel une statue de la chanteuse est érigée.
Le billet de 2 000 escudos cap-verdien est à l'effigie de Cesária Évora.   
Le gouvernement capverdien souhaite acquérir la maison de Cesária Évora à Mindelo et la transformer en musée consacré à la diva.
Dans sa chanson Ave Cesaria de son album Racine Carrée, sorti en août 2013, l'artiste belge Stromae déclare son affection à Cesária Évora .
En 2004, sur son album Carnets de bord, le chanteur français Bernard Lavilliers chante, en duo avec Cesária Évora, Elle chante en hommage à Cesária Évora elle-même.
Le 18 juin 2014, le Conseil de Paris pour rendre hommage à la chanteuse donne son nom à une rue du 19e arrondissement donnant sur le boulevard Macdonald, dans le quartier du Pont-de-Flandre. En 2019 est ouvert le jardin Cesária-Évora, qui longe la rue, à partir du parvis Rosa-Parks.
Le département de la Seine-Saint-Denis a donné son nom à un nouveau collège qui se situe à Montreuil inauguré rue des Jardins-Dufour, le 19 septembre 2014.
La ville de Brest a donné son nom à un belvédère accessible depuis les ateliers des Capucins.
La ville de Mons (Belgique) a donné son nom à une nouvelle esplanade, dans une zone d'extension urbaine (2019-2020).
Le 5 mai 2021 le groupe ultras African Winners lié au club africain de Tunis a rendu hommage à Cesária Évora par un tifosi lors du derby de football de Tunis.

## Distinctions
- Chevalière de la Légion d'honneur (2009)

## Discographie

### Albums
- Début des années 1960 - Radio Mindelo, album CD de 22 titres, archives inédites de Radio Barlavento (Mindelo, Cap-Vert)
- 1988 - La Diva aux pieds nus
- 1990 - Distino di Belita (en), réédité en 1998 sous le titre Nova Sintra
- 1991 - Mar Azul (en)
- 1992 - Miss Perfumado, avec son succès planétaire, la coladeira Sodade (en français : Nostalgie)
- 1995 - Cesária
- 1996 - Cesaria Evora live à l'Olympia, enregistré en 1993
- 1997 - Cabo Verde
- 1999 - Café Atlantico
- 2001 - São Vicente di Longe
- 2002 - Cesaria Evora Anthology, compilation sauf une reprise de Sodade avec Bonga et deux titres inédits (Fala Pa Fala et Fidjo Maguado)
- 2003 - Voz d'Amor
- 2003 - Club Sodade - Cesaria Evora by… (remix)
- 2006 - Rogamar (en), auquel participent Cali et Ismaël Lô
- 2009 - Nha Sentimento (en), dernier album sorti de son vivant
- 2013 - Mãe Carinhosa, compilation d'extraits de sessions d'enregistrements d'albums parus depuis 1997 ; CD couplé avec le DVD Cesaria Evora Live at Lisbon Coliseu, 2010

### Participations
- 1995 - Ausencia, bande originale du film Underground
- 2002 - Duets de Compay Segundo : titre Lágrimas Negras
- 2002 - Moffou de Salif Keïta : titre Yamore
- 2003 - Drop the Debt
- 2004 - Carnets de bord de Bernard Lavilliers : titre Elle chante
- 2005 - Escale au Grand Rex de Bernard Lavilliers : titre Elle chante
- 2006 - Nos pobréza Ké nos rikéza de La Mc Malcriado : titre Menina Bia Lulucha
- 2007 - Place 54 de Hocus Pocus : titre Quitte à t'aimer
- 2008 - Les Liens sacrés de Nèg' Marrons : titre Petites îles
- 2009 - Duets de Gianni Morandi : titre Crepuscolare Solitudine
- 2009 - Duets de Gigi D'Alessio : titre Ricordo d'Infanzia
- 2010 - Duets de Ron : titre La Voce dell'Amore

## Filmographie
- 1995 : Black Dju de Pol Cruchten : Maria Dela
- 2002 : Live in Paris (DVD)
- 2004 : Live d'Amor (DVD)
- 2022 : Cesária Évora, la diva aux pieds nus (documentaire) d'Ana Sofia Fonseca